# كندريك نان
كندريك نان (بالإنجليزية: Kendrick Nunn)‏ مواليد 3 أغسطس 1995 في شيكاغو، هو لاعب كرة سلة محترف أمريكي ويحمل الرقم 25. يبلغ طوله 6 قدم 3 بوصة (1.9 م). مثل فريق جامعة إلينوي في إربانا-شامبين.

## روابط خارجية
- كندريك نان على موقع الاتحاد الدولي لكرة السلة (الإنجليزية)
- كندريك نان على موقع الدوري الأوروبي لكرة السلة (الإنجليزية)
- كندريك نان على موقع إن بي أي (الإنجليزية)
- كندريك نان على موقع سبورتس رفرنس (الإنجليزية)
- كندريك نان على موقع كرة السلة الأوروبية.كوم (الإنجليزية)
- كندريك نان على موقع إي إس بي إن.كوم (الإنجليزية)
- كندريك نان على موقع كلية كرة السلة في سبورتس رفرنس.كوم (الإنجليزية)
- كندريك نان على موقع ريلجم (الإنجليزية)
- كندريك نان على موقع بروبوليرز (الإنجليزية)
- كندريك نان على موقع سبورتس رفرنس (الإنجليزية)